# عابود
عابود قرية فلسطينية تقع غرب مدينة رام الله. تُعد عابود قرية تاريخية تعود إلى عهد الرومان، وقد ذكرها ياقوت الحموي في معجمه ووصفها بانها تقع غرب بيت المقدس، وكانت قبل عام 1948 من أعمال مدينة يافا. وتتبع عابود الآن بلدية رام الله، وتقع على الطريق المؤدي إلى الساحل غرب رام الله، وتبعد عنها 30 كم. يأخذ المخطط الهيكلي للقرية شكلاً طولياً.

## الجغرافيا
وتبلغ مساحة اراضيها 15007 دونمات، تحيط بها أراضي قرى اللبن الغربي، رنتيس، دير أبو مشعل، دير غسانة، وبيت ريما. كما ويوجد آبار الزيت وأشجار التين والعنب واللوز والليمون والتفاح الشامي والخروب حيث أن اقتصاد عابود كان يقوم على الزراعة، إذ تضم أراضيها أشجارًا تعود لآلاف السنين وهو ما يفسره وجود العدد الكبير لمعاصر الزيت الحجرية القديمة في القرية، والبابور القديم.
وقعت القرية بين شمال وجنوب فلسطين ما جعلها منطقة إستراتيجية، وواحد من أهم الطرق التجارية الرومانية قديماً، كما تحتوي على تسع كنائس أثرية، ويعتقد حسب التقليد القديم بأن السيد المسيح أثناء مروره من عابود كان يجلس على مكان مرتفع ليعلم الناس.

## المعالم والآثار
قرية عابود من القرى ذات المواقع الأثرية، وقد اشتهرت بالكنائس والاديرة المندثرة منذ القدم، ومن أهمها كنيسة الروم الأرثوذكس،إذ ترجع إلى عصر الملكة هيلانة وابنها قسطنطين الذي بنى كنيسة القيامة في القدس.، ومن المعالم أيضاً كنيسة العابودية الأثرية.ويوجد عدد من الكنائس المهمة مثل كنيسة أنسطاسيا، وكنيسة دير الكوكب، ودير سمعان، وكنيسة العابودية للروم الارثوذكس والتي يعود تاريخ بناءها الى القرن الرابع للميلاد وهي ثالث كنيسة في فلسطين بعد كنيسة القيامة والمهد ولازالت تستخدم مكان للعبادة لغاية اليوم كما يوجد كنيسة اللاتين وكنيسة الله وجامع قديم للمسلمين للصلاة لغاية الانومن أبرز هذه المعالم:

### كهف عابود
هو كهف كارستي كبير يقع بالقرب من القرية، وموقعًا أثريًا مهمًا. وُجد فيه قطع أثرية من العصر النحاسي، والعصر البرونزي الأوسط، والعصر الحديدي، وكذلك العصور الرومانية والبيزنطية والعربية المبكرة فيها.

### كنيسة رقاد العذراء (العابودية)
هي واحدة من أقدم وأقدس الكنائس الأثرية في فلسطين تعود إلى القرن الرابع الميلادي، قامت الملكة هيلانة ببنائها في في نفس الفترة التي تم فيها بناء كنيسة القيامة وكنيسة المهد. احتوت كنيسة دار العذراء على مقتنيات أثرية قديمة، وتحتوي الكنيسة على أعمدة أثرية، وأرض فسيفسائية، وستارة محفور عليها نجم وصليبان، زمن أهم المعالم الموجودة في الكنيسة هو حجر قديم مكتوب عليه باللغة الآرمية المسيحية لغة فلسطين في ذاك العصر، لذا يعد هذا الحجر من أقدم وأندر الحجارة في فلسطين.

### كنيسة القديسة بربارة
تقع كنيسة القديسة بربارة على تلة تقع على بُعد 200 متر إلى الغرب من القرية، وقد تم تشييدها في العصر البيزنطييرجع علماء الآثار تاريخها إلى القرن السادس الميلاديلم يبقَ منها سوى الأساسات وهي مدفونة بالتراب. قام جيش الاحتلال الإسرائيلي بتدمير الكنيسة بالمتفجرات بحجة اختباء المقاوميين الفلسطينين بداخلها عام 2002، وتم ترميم الكنيسة بعد ذلك بأوامر من الرئيس الفلسطيني الراحل ياسر عرفات.

### منطقة المقاطع الأثرية
تقع المنطقة في الشمال الغربي من القرية، ويوجد فيها قبور أثرية، ومنطقة يتم فيها تقطيع الحجر، حيث كان الرومان قديماً يقطعون تلك الصخور ليصنعون منها قبوراً صخرية، ويعود تاريخ المكان إلى القرن الرابع الميلادي.

### وادي الليمون
هو منطقة طبيعة توجد في القرية، سُميت نسبة إلى أشجار الليمون المنتشرة فيه بكثرة، تتجمع في هذا الوادي مياه يتم تجميعها من الينابيع الموجودة في المنطقة مثل عين المغارة، وعين القطان، وعين الدلبي، وعين علم. اشتهر أصحاب الأراضي الموجودة في هذه المنطقة بزراعة أشجار الحمضيات والرمان والتفاح العسيلي.

## السكان
قرية عابود من القرى التي يعيش فيها المسيحيين والمسلمين، وقد قدرعدد سكانها في عام 1922حوالي (754) نسمة، أما في عام 1945حوالي(1080)نسمة وفي عام1967(1043) نسمة، وفي عام1987(1610) نسمة، وفي عام 1996(1663) نسمة، وكان التقدير في عام 2007 نحو (2,539).

## الخدمات والمؤسسات
يوجد في القرية بعض المرافق الصحية منها عيادتان عامتان إحداهما تحت إشراف هيئة حكومية والأخرى من قبل منظمة غير حكومية. وهناك أيضا رعاية الطفل والأمومة، ومركز صحي يسمى مركز كاريتاس عابود، ومختبر طبي، ومركز تحليل الأشعة، وصيدلية، وفي حالات الطوارئ يتم نقل المرضى إلى مدينة رام الله التي تبعد حوالي 30 كم، ومن الصعوبات التي تواجه القطاع الصحي أنه لا يوجد أطباء متاحين للعمل ليلاً في العيادات، وارتفاع أسعار التحاليل المخبرية والأدوية الموصوفة، ولا يوجد سيارة إسعاف. هناك مدرستان حكوميتان تديرهما وزارة التعليم والتعليم العالي، ومدرستان خاصتان

## الاقتصاد
يعتمد اقتصاد القرية على عدة قطاعات لكن القطاع الزراعي هو أهمها، يوجد بالقرية معصرة زيت ومطعم ومحجر للحجارة، يوجد 15 محل بقالة و3 دواجن ملحمة، ومكتب يقدم خدمات عامة، و10 محلات تجارية للصناعات المهنية مثل النجارة والحدادة. بلغت نسبة البطالة في عابود حوالي 10% عام 2011، ويعود ذلك بشكل رئيسي إلى ممارسات الاحتلال الإسرائيلي.والفئات الأكثر تضرراً هم العاملون في قطاعي الزراعة والتجارة.

## وصلات خارجية
- معلومات عن عابود
- معلومات عن عابود